# Église Saint-Hugues d'Avord
L'église Saint-Hugues est une église catholique située sur la commune d'Avord dans le département du Cher, en France ,.

## Historique
C'est une église romane datant du XIIe siècle.
L'édifice est classé au titre des monuments historiques par arrêté du 30 août 1911.